# انبلا-دو-سا-له
انبلا-دو-سا-له (به فرانسوی: Anglards-de-Salers) یک کمون در فرانسه است که در canton of Salers واقع شده‌است. انبلا-دو-سا-له ۴۸٫۳۶ کیلومتر مربع مساحت دارد ۸۲۵ متر بالاتر از سطح دریا واقع شده‌است.